# Индијска палмова веверица
Индијска палмова веверица (лат. Funambulus palmarum, енгл. Indian palm squirrel) је сисар из реда глодара (Rodentia) и породице веверица (Sciuridae).

## Распрострањење
Врста има станиште у Индији и Шри Ланци.

## Станиште
Станишта врсте су шуме, травна вегетација и џунгла. Врста је по висини распрострањена од нивоа мора до 2.000 метара надморске висине.

## Угроженост
Ова врста није угрожена, и наведена је као последња брига јер има широко распрострањење.